# East Hills, New South Wales
East Hills este o suburbie în Sydney, Australia.